# Джилліан Бекгауз
Джилліан Бекгауз (англ. Gillian Backhouse; нар. 20 червня 1991) — австралійська тріатлоністка, золота медалістка у змішаній естафеті на Іграх Співдружності 2018 року та срібна призерка у змішаній естафеті на Чемпіонат світу з тріатлону 2015 року.

## Статистика
| Рік  | Змагання                      | Місце проведення     | Позиція | Час                   |
| ---- | ----------------------------- | -------------------- | ------- | --------------------- |
| 2013 | Кубок Азії                    | КНР, Чичжоу          | Золото  | 2 год. 5 хв. 41 сек.  |
| 2014 | Чемпіонат світу з дуатлону    | Іспанія, Понтеведра  | Срібло  | 2 год. 5 хв. 26 сек.  |
| 2014 | Кубок світу                   | КНР, Ченду           | Золото  | 2 год. 1 хв. 4 сек.   |
| 2014 | Чемпіонат Океанії             | Австралія, Девонпорт | Золото  | 2 год. 7 хв. 57 сек.  |
| 2014 | Кубок Океанії                 | Австралія, Елвуд     | Золото  | 1 год. 4 хв. 26 сек.  |
| 2015 | Світова серія                 | Канада, Едмонтон     | Бронза  | 59 хв. 10 сек.        |
| 2015 | Чемпіонат світу (естафета)    | Німеччина, Гамбург   | Срібло  | 1 год. 20 хв. 42 сек. |
| 2015 | Кубок Європи                  | Туреччина, Стамбул   | Срібло  | 1 год. 53 сек         |
| 2016 | Чемпіонат Океанії             | Австралія, Ґізборн   | Срібло  | 2 год. 8 хв. 1 сек.   |
| 2017 | Кубок світу                   | Чехія, Карлові Вари  | Золото  | 2 год. 3 хв. 29 сек.  |
| 2017 | Чемпіонат Океанії             | Австралія, Девонпорт | Срібло  | 2 год. 8 хв. 26 сек.  |
| 2018 | Ігри Співдружності (естафета) | Австралія, Ґолд-Кост | Золото  | 1 год. 17 хв. 36 сек. |